# Towednack
Towednack – wieś w Anglii, w Kornwalii. Leży 9 km na północ od miasta Penzance i 407 km na zachód od Londynu. W 2001 miejscowość liczyła 370 mieszkańców.